# Велике Пулково
Велике Пулково (пол. Wielkie Pułkowo) — село в Польщі, у гміні Дембова-Лонка Вомбжезького повіту Куявсько-Поморського воєводства.
Населення — 261 особа (2011).
У 1975-1998 роках село належало до Торунського воєводства.

## Демографія
Демографічна структура станом на 31 березня 2011 року:
|          | Загалом | Допрацездатний вік | Працездатний вік | Постпрацездатний вік |
| -------- | ------- | ------------------ | ---------------- | -------------------- |
| Чоловіки | 138     | 33                 | 96               | 9                    |
| Жінки    | 123     | 32                 | 65               | 26                   |
| Разом    | 261     | 65                 | 161              | 35                   |